# Vaillant, Haute-Marne
Vaillant är en kommun i departementet Haute-Marne i regionen Grand Est (tidigare regionen Champagne-Ardenne) i nordöstra Frankrike. Kommunen ligger i kantonen Prauthoy som tillhör arrondissementet Langres. År 2022 hade Vaillant 46 invånare.

## Befolkningsutveckling
Antalet invånare i kommunen Vaillant
| Referens: INSEE |